# (27330) Markporter
(27330) Markporter est un astéroïde de la ceinture principale d'astéroïdes.

## Description
(27330) Markporter est un astéroïde de la ceinture principale d'astéroïdes. Il fut découvert le 2 février 2000 à Socorro (Nouveau-Mexique) par le projet LINEAR. Il présente une orbite caractérisée par un demi-grand axe de 2,63 UA, une excentricité de 0,14 et une inclinaison de 3,7° par rapport à l'écliptique.

## Compléments